# Тодд Янг
Тодд Крістофер Янг (англ. Todd Christopher Young; нар. 24 серпня 1972, Ланкастер, Пенсільванія) — американський політик-республіканець. З 2011 року він представляє штат Індіана у Палаті представників США.

## Біографія
З 1990 по 1991 він служив у ВМС США, до 1995 року навчався в Американській військово-морській академії в Аннаполісі (штат Меріленд). Потім він служив з 1995 по 2000 у Корпусі морської піхоти США. Крім того, він ще навчався в Університеті Чикаго і Лондонському університеті (Велика Британія). Після отримання юридичного ступеня у Школі права при Університеті Індіани, у 2006 році він був прийнятий до колегії адвокатів. З 2007 по 2010 рік він був заступником прокурора округу Орандж, Індіана.
З 2001 по 2003 рік він працював у сенатора США Річарда Лугара.
Разом з дружиною, Дженніфер, він має чотирьох дітей. Родина проживає у місті Блумінгтон.